# لاري دان (ممثل)
لاري دان (بالإنجليزية: Larry Dann)‏ هو ممثل بريطاني، ولد في 4 مايو 1941.

## وصلات خارجية
- لاري دان على موقع IMDb (الإنجليزية)
- لاري دان على موقع قاعدة بيانات برودواي على الإنترنت (الإنجليزية)
- لاري دان على موقع قاعدة بيانات الفيلم (الإنجليزية)